# Emmy Heim
Emilie "Emmy" Heim (* 10. September 1885 in Wien; † 13. Oktober 1954 in Toronto) war eine österreichisch-kanadische Sängerin (Sopran) und Musikpädagogin.

## Leben
Heim studierte in Wien Gesang und debütierte 1911 als Liedsängerin. Sie tourte durch Deutschland, Österreich-Ungarn und Polen und trat im Ersten Weltkrieg vor Soldaten auf. 1915 heiratete sie den Lyriker Emil Alphons Rheinhardt, durch den sie bedeutende deutschsprachige Dichter wie Rainer Maria Rilke und Hugo von Hofmannsthal kennenlernte. Sie sang Lieder von Arnold Schönberg. Oskar Kokoschka fertigte 1916 ein lithographisches Porträt von ihr.  1921 heiratete sie in zweiter Ehe den Architekten Franz Singer.
Zum Repertoire Heims gehörten neben Liedern von Schubert, Schumann und Wolf auch Werke zeitgenössischer Komponisten wie Alban Berg, Egon Wellesz und Arnold Schönberg. 1919 sang sie in einem Konzert Berceuses de chat und Pribaoutki von Igor Strawinski.
Anfang der 1930er Jahre lebte Heim in England und unterhielt bis zum Anschluss Österreichs  ein Gesangsstudio in Salzburg. Von 1934 bis 1939 hielt sie sich vorwiegend in Kanada auf, wo sie auf Empfehlung von Ernest MacMillan 1934 am Hart House Theatre in Toronto debütierte. Beim Ausbruch des Zweiten Weltkrieges kehrte sie nach England zurück, trat dort in Hospitälern des Roten Kreuzes und Militärcamps auf und unterrichtete an der Oxford und der Cambridge University.
1946 übersiedelte sie nach Kanada und erhielt 1954 die kanadische Staatsbürgerschaft. Sie unterrichtete bis zu ihrem Tod am Royal Conservatory of Music in Toronto. Unter anderem zählten Joan Hall, Frances James, Eileen Law, Margo MacKinnon, Lois Marshall, Joan Maxwell, James Milligan, Mary Morrison, Jan Simons, und Joyce Sullivan zu ihren Schülern.